# Нижняя Шиловка
Ни́жняя Ши́ловка (Нижнеши́ловское) — село в Адлерском районе муниципального образования город-курорт Сочи Краснодарского края. Номинальный центр Нижнешиловского сельского округа. 

## География
Село расположено вдоль правого берега реки Псоу, на расстоянии 16 км от ж/д станции Адлер.

## Население
| 2002 | 2010  | 2021  |
| ---- | ----- | ----- |
| 5025 | ↗5432 | ↘5073 |

## Улицы
| - ул. Витебская, - ул. Вологодская, - ул. Грушевая, - ул. Клубная, - ул. Комарова, | - ул. Лавровая, - ул. Лимонная, - ул. Мясникяна, - пер. Нагуляна, - ул. Нагуляна, | - ул. Налбандяна, - ул. Петровская, - ул. Прогресс, - ул. Рассвет, - пер. Речной, | - ул. Рижская, - ул. Светогорская, - пер. Светогорский, - ул. Северская, - ул. Сормовская, | - пер. Сормовский, - пер. Спутник, - ул. Спутник, - ул. Шиловская, - ул. Ярославская. |